# Rudersdorf (Austria)
Rudersdorf è un comune austriaco di 2 207 abitanti nel distretto di Jennersdorf, in Burgenland; ha lo status di comune mercato (Marktgemeinde). Il 1º gennaio 1971 ha inglobato il comune soppresso di Dobersdorf.

## Geografia
Le comuni catastali sono Dobersdorf e Rudersdorf.